# Eidolon (album de Rishloo)
Albums de Rishloo
Terras Fames
(2004) Feathergun
(2010)
Eidolon est le deuxième album studio du groupe américain Rishloo, paru en 2007 de façon indépendante, comme le précédent. Ce disque constitue le véritable début de la carrière commerciale du groupe, notamment grâce au site web Last.fm, où en six mois son nombre d'auditeurs passe de 220 000 à plus d'un million.

## Liste de chansons
| No  | Titre                      | Durée |
| --- | -------------------------- | ----- |
| 1.  | Prosag                     | 0:29  |
| 2.  | Freaks & Animals           | 4:10  |
| 3.  | El Empe                    | 3:37  |
| 4.  | Pandora                    | 4:59  |
| 5.  | My Favorite Things         | 1:47  |
| 6.  | Alchemy Alice              | 4:42  |
| 7.  | To Tame the Temporal Shrew | 4:18  |
| 8.  | Weeble Wobble              | 1:10  |
| 9.  | Eidolon Alpha              | 5:11  |
| 10. | Omega                      | 3:23  |
| 11. | In Pill Form               | 2:13  |
| 12. | Zdzislaw                   | 5:44  |
| 13. | Disco Biscuit              | 6:14  |
| 14. | Shades                     | 6:50  |

## Crédits
- Soyez Rydquist : basse
- Jesse Smith : batterie
- David Gillett : guitare
- Andrew Mailloux : chant